# 앤드루 로이드 웨버
앤드루 로이드 웨버 남작(Andrew Lloyd Webber, Baron Lloyd-Webber, 1948년 3월 22일 ~ )은 영국의 뮤지컬 작곡가이다.

## 약력
- 1970년 뮤지컬 《지저스 크라이스트 슈퍼스타》 콘셉트 음반 발표
- 1978년 뮤지컬 《에비타》 작곡, 런던 공연
- 1981년 뮤지컬 《캣츠》 작곡, 뉴런던 극장에서 초연
- 1982년 뮤지컬 《캣츠》 미국 브로드웨이 초연
- 1986년 뮤지컬 《오페라의 유령》 작곡, 런던 초연
- 1988년 영국 하원 의원
- 1988년 뮤지컬 《오페라의 유령》 미국 브로드웨이 초연
- 1997년 영국 상원 의원, 남작작위(Baron Lloyd-Webber of Sydmonton) 서임

## 수상 및 서훈
- 1986년 고전음악 최고작품상(Best Classical Contemporary Composition)
- 1992년 기사작위(Knight Bachelor) 서임[1]
- 1995년 작곡가 명예의 전당 헌액[2]
- 2006년 미국 존 F. 케네디 센터 주관 공연예술 평생공로상(Kennedy Center Honors)